# Cá mập thiên thần Úc
Cá mập thiên thần Úc, tên khoa học Squatina australis, là một loài cá mập trong chi Squatina, chi duy nhất còn sinh tồn trong họ và bộ của nó. Loài này được Regan miêu tả khoa học đầu tiên năm 1906.

## Hình ảnh

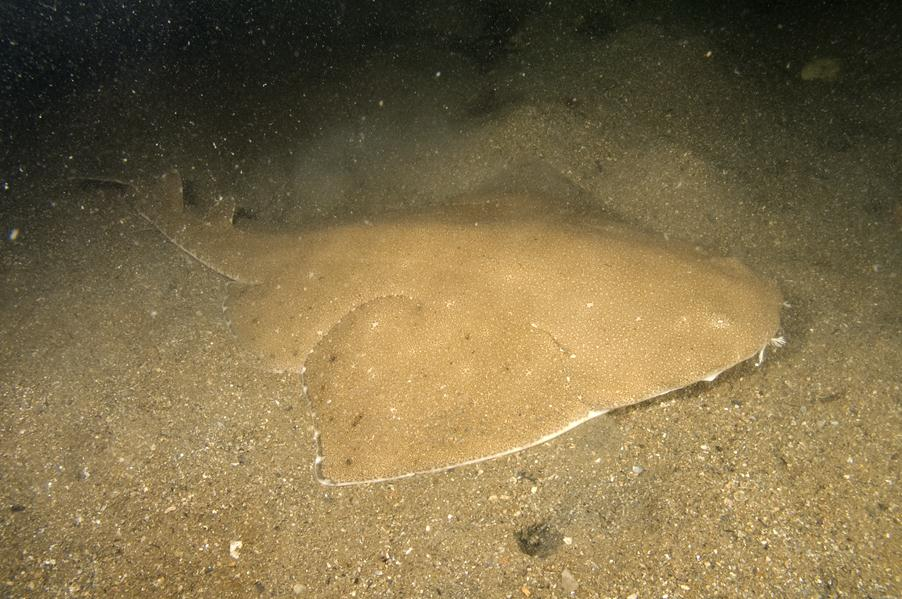
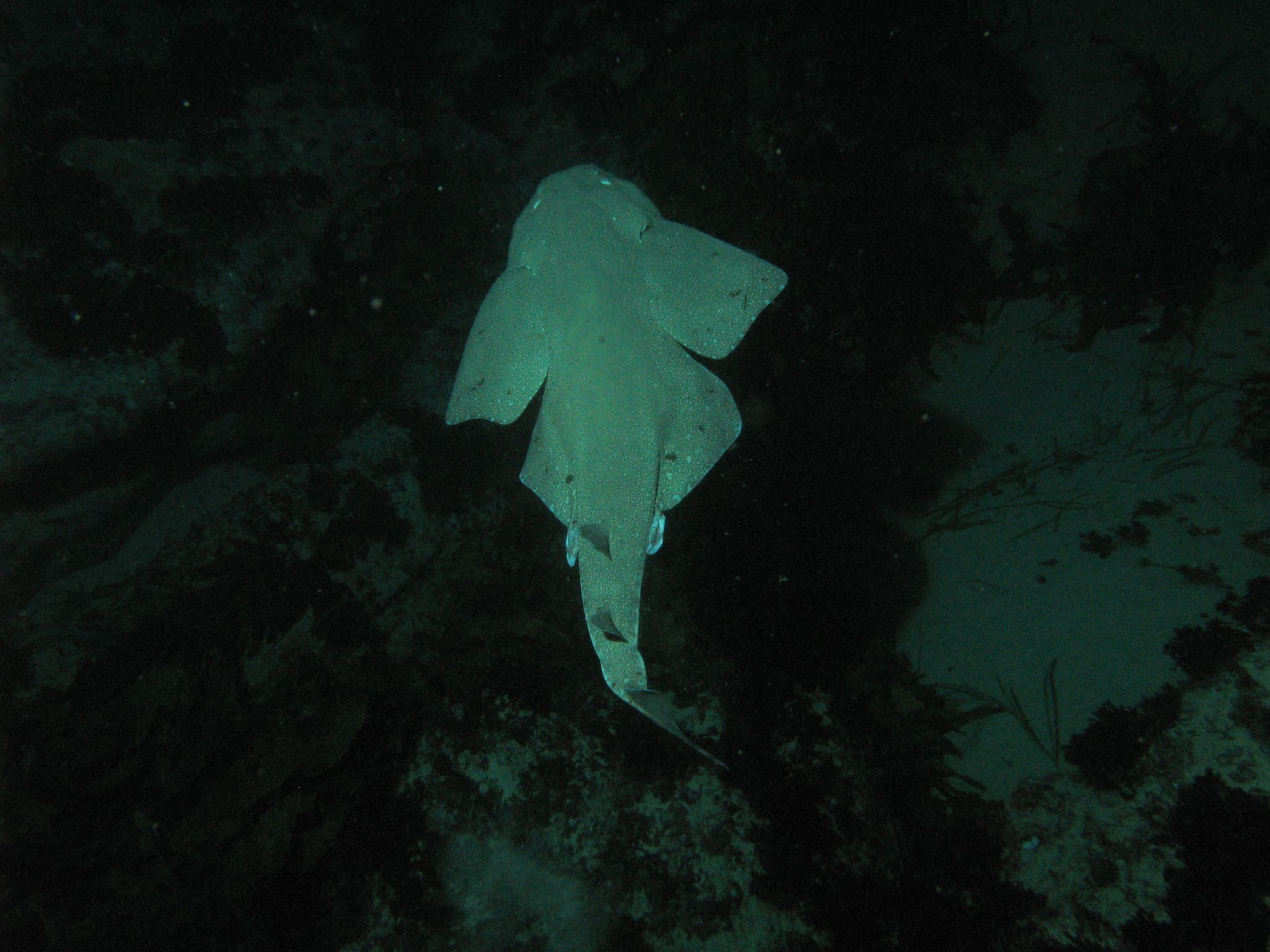
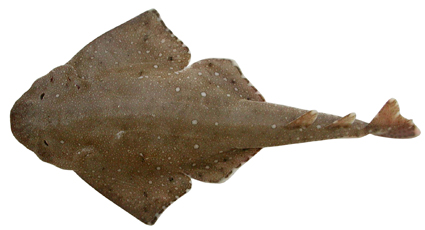